# Ludeke Hollant
Ludeke Hollant, auch Holland (* um 1460 in Braunschweig; † 1510 in Dömitz (Mecklenburg)), war ein deutscher Kürschner, Ratsherr und Bürgermeister in Braunschweig. Er war Anführer und Namensgeber des innerstädtischen Aufstandes von 1488 bis 1491.

## Leben und Werk
Der einer Braunschweiger Kürschnerfamilie entstammende Hollant war von 1482 bis 1484 Ratsherr und von 1485 bis 1488 Bürgermeister des Weichbildes Sack. Er zog im Januar 1489 in die Braunschweiger Neustadt, wurde in die dortige Wandschneider- und Lakenmachergilde aufgenommen und schließlich zum Bürgermeister der Neustadt gewählt.

### „Ludeke Hollants Schicht“
Die verschuldete Stadt Braunschweig versuchte mit einer neuen Münzordnung vom 6. Januar 1488 einer Währungskrise entgegenzuwirken. Die resultierende Geldentwertung belastete vor allem die ärmeren Bürger. Es kam zu Ausschreitungen mehrerer Gilden und nichtgildefähiger Bewohner, der Meinheiten, woraufhin das Münzedikt bereits am 19. Januar widerrufen wurde. Während des sich dennoch weiter zuspitzenden Konflikts wählten die Aufständischen am 5. Februar Hollant zu ihrem Sprecher. Dem Rat wurde auf dem Neustadtrathaus ein Rezess mit 75 Artikeln übergeben, der am Folgetag unter dem Druck der Straße akzeptiert wurde. Dem Rat wurde ein aus 24 Männern bestehendes Gremium beigegeben, womit dieser praktisch entmachtet wurde. Es wurden 22 Mitglieder des Engen und des Gemeinen Rats zum Rücktritt gezwungen. Die neue Bestimmung sah vor, dass Verwandte und Verschwägerte nicht mehr zeitgleich dem Rat angehören durften, was sich gegen das Verbindungsgeflecht der Patrizier richtete.
Die eigentliche Gewalt lag in Händen der „Vierundzwanziger“. Viele ehemalige Ratsherren wurden aufgrund der Bedrohungen durch Hollant zum Verlassen der Stadt genötigt. Unter den Flüchtlingen befand sich auch der städtische Zollschreiber Hermann Bote, der mehrere politische Spottgedichte auf Hollant verfasst hatte.
Die neue Willkürherrschaft rief bereits ab dem Frühjahr 1488 den zunehmenden Unwillen der Bevölkerung hervor, da Versprechungen nicht eingehalten werden konnten. Hollant erhielt im Sommer des Jahres ein Wappen durch Herzog Wilhelm den Jüngeren verliehen, der die innerstädtischen Unruhen für seine Zwecke zu nutzen versuchte.

### Sturz und Vertreibung
Der Versuch Hollants, seinen alten Gegner und ehemaligen Ratsherrn Ludger Horneborch in einem Prozess zum Tode verurteilen zu lassen, führte im Oktober 1488 zu Unruhen. Nach einem erneuten Auflauf im Juli 1489 brach Hollants Regiment im November 1490 zusammen. Das aufkommende Gerücht, Herzog Wilhelm hätte mit Hollants Duldung Waffen in die Burg Dankwarderode bringen lassen, führte am 29. November 1490 dazu, dass sich Bürgermeister und Volk gegen ihn verbündeten. Er verschanzte sich mit seinen verbliebenen Anhängern auf dem Andreasfriedhof in einer Wagenburg. Eine Eskalation konnte durch Verhandlungen vermieden werden. Hollant ergab sich und der Rezess von 1488 wurde in seiner Gegenwart am 30. November auf dem Altstadtrathaus verbrannt. Die alte Verfassung wurde mit dem „Neuen Brief“ wiederhergestellt. Bei der Neuwahl des Rates im Januar 1491 wurden 18 der 22 abgesetzten Ratsherren wiedergewählt.
Am 31. Januar 1491 kam es zu einem neuerlichen Aufruhr. Hollant floh nach Wolfenbüttel und trat bei Herzog Wilhelm d. J. in den Kriegsdienst. Während der von dessen Sohn Herzog Heinrich dem Älteren angeführten „Großen Stadtfehde“ von 1492/94 zählte Hollant zu den Gegnern der Stadt Braunschweig. Er zog nach Helmstedt und Kalbe (Altmark), von wo er weiterhin versuchte, seiner Heimatstadt zu schaden. Hollant starb im Jahre 1510 in Dömitz, wo er zuletzt als Handschuhmacher gearbeitet hatte.
Der Zeitzeuge Hermann Bote beschrieb die „Schicht Hollandes“ in seinem 1510 erschienenen „Schichtboick“ als eine von mehreren Sozialrevolten („Schichten“) im mittelalterlichen Braunschweig.